# Konservatisme
Konservatisme er en social, kulturel og politisk filosofi, der ønsker at bevare tidligere generationers nedarvede værdier og samfundsinstitutioner. Konservatismen baserer sig på en evolutionær udvikling af samfundet i modsætning til en revolutionær udvikling. Gennem den evolutionære udvikling overlever de gode elementer af et samfund, mens de dårlige sorteres fra.
Konservative lægger vægt på institutioner som kirken, ægteskabet og familien. I lande med en traditionel monarkisk styreform som Storbritannien og Danmark er tilslutning til kongehuset også en vigtig konservativ værdi, mens det modsatte gælder i lande med en republikansk tradition som USA. Modsat liberalismen opfatter konservatismen typisk staten som en institution, der har værdi i sig selv. Konservatismen er derfor ofte forbundet med et ønske om en stærk stat, der kan gribe ind i samfundsøkonomien, men samtidig med klare grænser herfor, først og fremmest den private ejendomsret.
I modsætning til eksempelvis liberalisme eller socialisme er konservatismen som ideologi ikke et nogenlunde fastsat og konstant system af politiske doktriner. Historisk har konservatismen haft et varierende indhold og brug af begreber afhængigt af skiftende tiders strømninger, eksisterende lokale forhold og enkeltpersoners indflydelse.
Edmund Burke (1729-1797), en politiker, som modsatte sig Den franske revolution, men støttede Den amerikanske revolution, regnes ofte som grundlæggeren af konservatismen som en sammenhængende moderne politisk ideologi og tænkemåde.

## Etymologi
Ordet konservativ kommer fra det middelalderlatinske ord conservativus, der igen er afledt af det latinske udsagnsord conservare, der betyder "at bevare". Den første etablerede brug af ordet i en politisk kontekst stammer fra 1818 med François-René de Chateaubriand under Bourbon-restaureringsperioden, der arbejde for en tilbagerulning af Den franske revolutions politik. I 1830'erne begyndte positiv identifikation med konservatisme som term gradvist at forekomme bredere i Europa og således også i Danmark med termerne "de konservative" og "Conservatisme".

## Centrale synspunkter

### Nedarvede værdier og traditioner
Det centrale i konservatismen er et ønske om at bevare og bygge videre på tidligere generationers nedarvede værdier og traditioner og en tilsvarende afstandtagen fra hurtige og fundamentale ændringer af det bestående. Derudover er konservatismen ikke et fast system af doktriner, men optræder i en række forskellige varianter. Der skelnes således mellem formalkonservatisme og værdikonservatisme. Den første tankegang mener, at man bør bevare den eksisterende samfundsorden, simpelthen fordi den er den eksisterende samfundsorden, mens den sidstnævnte mener, at man bør bevare den eksisterende samfundsorden, fordi den bygger på værdier som loyalitet, tro og dyd. Der er dog en række fælles træk, som typisk indgår i fremstillinger af konservatismen, men med forskellig vægtning på forskellig tid og sted.

### Reaktion på oplysningstiden
Som moderne politisk ideologi opstod konservatismen som en reaktion på oplysningstidens, liberalismens og den franske revolutions tro på fornuften. I modsætning hertil anser konservatismen det enkelte menneskes evne til at overskue alle livets forhold for begrænset. Derfor er det nødvendigt at støtte sig til den formodede kyndighed, som ligger i traditionen og de institutioner, som bygger på tidligere generationers erfaringer og sædvane.

### Samfundet som en organisme
Ifølge konservatismen er samfundet en organisme med forskellige, men ligeværdige mennesker, som har forskellige roller at spille. Strid mellem de forskellige samfundsgrupper er et brud på den harmoniske orden og bør undgås. Anledning til sociale konflikter bør fjernes ved, at såvel fællesskabet som den enkelte selv påtager sig et ansvar. Konservatismen fremhæver hver enkelt borgers tilhørsforhold til fællesskabet igennem nationen, kirken, familien og den historiske og kulturelle arv, der hænger sammen hermed. Samfundsmæssige hierarkier kan gavne befolkningens velfærd og bør forsvares. Samfundsændringer bør ske gradvist og forsigtigt, så man ikke risikerer at gøre skade på afgørende værdier. Da forskellige samfund har hver deres egenart bestemt af traditionen, indebærer konservatismen et relativistisk element. Det, som er rigtigt i ét samfund, behøver ikke at være det andre steder.

### Statens rolle
Modsat liberalismen anser konservatismen ikke staten for at være et nødvendigt onde, men en institution, som har en værdi i sig selv og et moralsk ansvar for at sørge for indbyggernes velfærd. Konservatismen er derfor ofte forbundet med ønsket om en stærk stat, som kan gribe aktivt ind i økonomien, men samtidig med klare grænser for statens magt. Den private ejendomsret er således fundamental, og staten bør ikke løse opgaver, som kan klares lige så godt af andre. Et stærkt forsvar er en typisk konservativ prioritet, og i nogle varianter af konservatismen lægges desuden stor vægt på en betydningsfuld embedsstand med en fast bureaukratisk tradition.

### Monarkiet
Holdningen til monarkiet spiller en forskellig rolle for konservatismen, afhængigt af de lokale historiske traditioner. I lande med en republikansk tradition som USA hviler konservatismen ikke på et forsvar af institutioner som kirke og kongehus. I Danmark er tilslutning til monarkiet omvendt en vigtig del af værdigrundlaget, eksemplificeret i parolen Gud, konge og fædreland. Fra et konservativt synspunkt forenes værdier som kristendommen som grundlag, familien og fædrelandet i den kongelige familie.

## Historie

### Fra den franske revolution til 1850
Konservatismens grundlægger anses ofte for at være den britiske politiker og filosof Edmund Burke. I 1790 udgav han værket Tanker om den franske revolution, hvor han fremførte en kritik af den franske revolutions idealer om frigørelse og opgør med traditioner. Burke afviste rationalismen og dermed forestillingen om, at mennesket med sin fornuft kan omskabe samfundet fra grunden af. I stedet bør traditionen og de eksisterende institutioner behandles med respekt og ærefrygt. Hans tro på den historiske udvikling var i sidste ende religiøst begrundet, idet han anså historien for at være udfoldelsen af en guddommelig plan. Mennesker bør kun foretage mindre og nødvendige forandringer for at modificere samfundet, dvs. forandre for at bevare. For Burke var social ulighed et vigtigt element i et velfungerende samfund, mens han anså demokrati og menneskerettigheder for at være farlige, fordi de skabte en illusion af, at alle var lige. I modsætning til oplysningsfilosoffernes tanker om individualisme og fornuftsprincipper lagde han vægt på religion, følelser, fælles traditioner og en vilje til at affinde sig med sin plads i samfundet.
Burke inspirerede flere senere engelske konservative som Thomas Carlyle og politikeren Benjamin Disraeli. Den engelske konservatisme forsonede sig dog efterhånden med både den franske og den industrielle revolution, som Burke havde været kritisk overfor. I Frankrig delte konservatismen sig efter den franske revolution og til langt op i 1800-tallet i to hovedstrømninger: en antimoderne og antisekulær tendens og en liberalkonservativ retning med et mere nuanceret syn på det moderne samfund. Til de første hørte Joseph de Maistre og Chateaubriand, der længtes tilbage til den førrevolutionære samfundsorden. Til de sidste hørte Benjamin Constant og Alexis de Tocqueville. De ønskede ikke en tilbagevenden til en før-revolutionær samfundsorden, men var bekymrede over faren for flertalstyranni og frihedstab. Tocqueville pegede på de nordamerikanske stater som et lovende eksempel på, hvordan frihed kunne være foreneligt med demokrati og lighed. I Tyskland opstod i perioden en konservatisme, der som den franske forkastede politisk rationalisme, men var mere historicistisk og havde en romantisk hældning. Den blev blandt andet repræsenteret af juristen Friedrich Carl von Savigny.

### 1850-1914
1800-tallets anden halvdel rummede to forskellige konservative hovedstrømninger: dels en reaktionær, autoritær holdning i traditionen fra de Maistre, dels en mere reformorienteret variant, der fulgte Burkes tankegang. Den spanske politiker og teolog Juan Donoso Cortés blev med sit forsvar for diktaturet som et nødvendigt instrument for at undgå revolutioner internationalt kendt som repræsentant for den første strømning. Den talte også personer som de tyske Paul de Lagarde og Julius Langbehn, der med et nationalistisk og antisemitisk tankegods var med til at danne grobund for den senere nazisme. I Frankrig opstod tilsvarende den ultranationalistiske og antisemitiske organisation Action Francaise, hvis chefideolog Charles Mauras fik indflydelse på de autoritære konservative bevægelser i Spanien og Portugal. Kulminationen på den nygamle konservative bevægelse blev den såkaldte "konservative revolution" især i Tyskland, som var en løst sammenkittet bevægelse af yngre mænd som Carl Schmitt, Martin Heidegger og Ernst Jünger, der ønskede at bruge revolutionære midler for at genskabe traditionelle, især nationale, værdier.
Især i Storbritannien og Tyskland voksede samtidig mere moderate former for konservatisme op, som blandt andet var optaget af periodens sociale problemer. De repræsenterede en fortsættelse af Burkes liberalt farvede konservatisme og fremførte pragmatisk orienterede reformideer. Den britiske premierminister Benjamin Disraeli og den tyske kansler Otto von Bismarcks socialpolitiske reformer i perioden var et praktisk eksempel på denne socialkonservative tankegang. I Sverige fremførtes lignende tanker af den internationalt kendte politiker og teoretiker Rudolf Kjellén.

### Efter 1914
Entusiasmen i de krigsførende lande ved starten af første verdenskrig kan sammenfattes i begrebet "ideerne fra 1914", der blev et centralt konservativt begreb i den politiske debat. Nationalisme, skæbnetro, orden og hierarki prægede synspunkterne, der desuden fremhævede deres modsætning til "ideerne fra 1789", dvs. ideerne fra den franske revolution med deres universalisme, rationalisme og fremskridtstro. Bevægelsen var stærk i Tyskland, men også mange franske intellektuelle lod sig omvende fra rationalister til nationalister under første verdenskrig, i Sverige skrev Rudolf Kjellén bogen "Die Ideen von 1914", og i de fleste andre europæiske lande opstod lignende udtryk for disse strømninger.
Nationalkonservativt tankegods prægede en stor del af de konservative strømninger i mellemkrigstiden, der i nogle lande udviklede sig i en højreradikal retning og blev påvirket af fascismen. I 1945 var disse strømninger blevet belastede som følge af sammenvævningen med nazisme og fascisme. I det kontinentale Vesteuropa genopfandt konservatismen mange steder sig selv, og efterkrigskonservatismen blev en blanding af teknokratisk, liberal og social konservatisme. I Tyskland tilsluttede en række intellektuelle sig det, der ofte benævnes "teknokratisk konservatisme". Det gjaldt blandt andet Helmut Schelsky, Arnold Gehlen og Hans Freyer. Det var en pragmatisk og kristeligt inspireret konservatisme, der plæderede for status quo og understregede civilsamfundets dyder og pligter, men også formulerede et reformprogram i sociale spørgsmål. Internationalt blev den tidligere nationalisme afløst af en accept af USA som den dominerende magt og naturlige partner og antikommunisme som en central ide. De kristelige demokrater, der dominerede det politiske liv i Tyskland i de første efterkrigsårtier, var et fremtrædende eksempel på bevægelsens praktiske udformning.
En anden udvikling blev repræsenteret af liberalkonservatismen, ikke mindst formuleret af Friedrich von Hayek. Hans ideer kan anskues både som liberalisme og som konservatisme. De fleste forskere mener, at Hayek anvendte klassiske konservative præmisser til at nå frem til protoliberale konklusioner. Hayeks udgangspunkt var den konservative grundantagelse, at menneskers fornuft og rationalitet har klare begrænsninger. Han argumenterede for, at man netop derfor bør føre en laissez faire-politik, hvor man lader markedskræfterne råde uforstyrret. For Hayek var såvel fascisme og kommunisme som den moderne velfærdsstat en trussel mod friheden. Hayeks tænkning fik sit gennembrud med 1970'ernes nyliberalisme, hvor den imidlertid samtidig blev omlagt til en klassisk økonomisk-liberalistisk tankegang, som var langt fra Hayeks intellektuelle udgangspunkt.

I 1950'erne og 1960'erne var tesen om "ideologiernes død" og "historiens afslutning" i øvrigt udbredt. Efter ungdomsoprøret i 1968, der blandt andet forsøgte at genoplive marxismen, fik grundlæggende ideologisk prægede politiske diskussioner igen en større rolle. Det førte også til genopstandelsen af flere forskellige konservative strømninger, ofte betegnet det nye højre eller nykonservatisme. Blandt de centrale ideer var antikapitalisme, antiamerikanisme (i Europa) og en etnopluralisme med modstand mod indvandring af nye befolkningsgrupper i de enkelte lande. Begrebet nykonservatisme, neokonservatisme eller det nye højre bruges dog også i anden betydning som betegnelse for den politiske tankegang, der prægede 1980'ernes amerikanske og britiske politik ledet af henholdsvis præsident Ronald Reagan og premierminister Margaret Thatcher.

## Konservative politiske partier
Ved siden af de to andre traditionelle store politiske ideologier liberalismen og socialismen har konservatismen præget det politiske liv i de fleste parlamentariske demokratier siden 1800-tallet. Selve benævnelsen konservativ er udover i Danmark dog kun udbredt i partipolitisk sammenhæng i Storbritannien og det tidligere britiske imperium. Lande med en republikansk tradition har aldrig haft større selvudnævnte "konservative" partier. Europæiske højrepartier kaldes ofte kristendemokratiske, og i USA repræsenterer det republikanske parti de samme strømninger. I Storbritannien er det britiske konservative parti, der tog sit nuværende navn i 1830'erne, et af verdens ældste eksisterende politiske partier. Det har spillet en hovedrolle i britisk politik gennem det meste af partiets historie og udgør i dag sammen med det socialdemokratiske Labour Party de to dominerende britiske partier.

### Danmark
I Danmark opstod en egentlig politisk konservatisme med partiet Højre, der sad på regeringsmagten fra 1865 til 1901 som følge af partiets alliance med kongemagten og godsejernes priviligerede position under den daværende forfatning. Efter systemskiftet i 1901 og grundlovsændringen i 1915 blev partiet afløst af Det Konservative Folkeparti, der arbejdede for en bred, folkelig konservatisme. Partiet har under Poul Schlüter haft statsministerposten i perioden 1982-1993. Konservativ tænkning har også haft indflydelse på andre partier som Venstre og Socialdemokratiet. De Frikonservative havde også en vis indflydelse i de første to årtier af det 20. århundrede, men forsvandt fra dansk politik i 1920. I 1995 blev Dansk Folkeparti dannet med en blanding af konservativt, nationalt og socialdemokratisk tankegods. I 2019 blev desuden partiet Nye Borgerlige, der bekender sig til en nationalkonservativ tankegang, repræsenteret i Folketinget.

### Norge
I Norge fik konservatismen efter landets uafhængighed i 1814 sit tyngdepunkt i embedsstanden. Det gav den norske konservatisme et urbant og pragmatisk anstrøg, hvor der blev lagt vægt på retsprincipperne i den norske grundlov, næringsfrihed, en økonomisk udbygning af landet og et socialt ansvar. Partipolitisk fik konservatismen sit partimæssige tilhørsforhold i partiet Høyre, der blev stiftet i 1884 og udover konservatismen også bygger på tankegods fra liberalismen. Påkaldelsen af nationale traditioner og særpræg har derimod traditionelt fundet deres politiske forankring i andre partier, primært partiet Venstre. I efterkrigstiden har konservatisme i Norge været særligt præget af at bekæmpe statslig magtkoncentration, bureaukratisering og indsnævring af individets råderet.
Høyre stod stærkest parlamentarisk i 1880'erne og 1890'erne og oplevede derefter en faldende tilslutning. Fra slutningen af 1920'erne og frem til 1997 var Høyre landets næststørste parti ved stortingsvalgene, mens det i 2000-tallet har skiftet mellem at være næststørst og tredjestørst. I en periode på ca. ti år fra 1975 og frem havde partiet en kraftig fremgang, der blev kendt som "høyrebølgen", og partiets leder Kåre Willoch blev statsminister i 1981-1986.

### Belgien
Med sine rødder i det konservative Katolske Parti bibeholdte Det Kristne Folkeparti et konservativt forspring gennem 1900-tallet med støtte til kongen i Kongespørgsmålet og støtte til kernefamilien som samfundets grundsten. Dette foruden et forsvar for kristen uddannelse og modstand mod aktiv dødshjælp. Det Kristne Folkeparti dominerede politik i efterkrigstidens Belgien. I 1999 brød partiets opbakning sammen, og det blev landets femtestørste parti. I øjeblikket er Nyflamsk Alliance det største parti i Belgien.